# ماسیمیلیانو آمندولا
ماسیمیلیانو آمندولا (انگلیسی: Massimiliano Ammendola؛ زادهٔ ۱۵ مهٔ ۱۹۹۰) بازیکن فوتبال اهل ایتالیا است.
از باشگاه‌هایی که در آن بازی کرده‌است می‌توان به باشگاه فوتبال ناپولی اشاره کرد.